# Бришко-бенешки партизански одред
Бришко-бенешки народноослободилачки партизански (НОП) одред је био партизанска јединица у саставу Народноослободилачке војске и партизанских одреда Југославије током Другог светског рата у Словенији.

## Историјат
Формиран је 6. децембра 1943. од бораца са територије Бенешке Словеније и Брда где је и дејствовао. Одлуком Оперативног штаба за западну Словенију од 17. децембра 1943, расформиран и ушао у састав 3. сошке бригаде Горишке (касније 30. дивизије). Нови Одред формиран је 24. децембра 1943; имао је два батаљона с укупно 200 бораца. У његов састав ушла је и Резијанска чета. Главни објекти напада Одреда биле су комуникације које из Горице воде према Удинама (Видем), Чивидалеу и долином Соче према Толмину и Бовецу, али је, истовремено, дејствовао до словеначких етничких граница на за-
паду и одржавао везу с италијанским партизанским јединицама у Фурланији. У периоду јануар—јун 1944. јединице Одреда су у два наврата извршиле препад на немачке гарнизоне у Нимису и Атимису код Тарчента, 8. марта уништиле жичару фабрике цемента код Чивидалеа, 12. марта запалиле на аеродрому Белведере код Удина 9 немачких авиона, а 22. марта уништиле упориште
и електричну централу у Логу код Бовеца. Бришки батаљон Одреда је 22. јуна код Плава у долини Соче разбио немачку моторизовану колону и нанео јој губитке од 40 мртвих и више рањених. У офанзиви 9. корпуса на железничке пруге (крај јуна—почетак јула), Одред је с успехом рушио комуникације Горица—Удине и Горица—Подбрдо. Расформиран је 5. септембра 1944. и укључен у 17. бригаду Симон Грегорич. Октобра 1944. на место ранијег Одреда за територију Брда, Бенешке Словеније и Резије формиран је Оперативни штаб за Западноприморје који је у свом саставу имао 4 батаљона и 2 минерско–саботажне чете. У завршним операцијама дејства ових јединица усмерена су преко Бенешке Словеније, у правцу Чивидалеа и Удина; оне су ослободиле најзападније крајеве словеначке етничке територије.